# Henri Konan Bédié
Henry Konan Bédié (Dadiékro, 5 maggio 1934 – Abidjan, 1º agosto 2023) è stato un politico ivoriano.
Presidente dell'assemblea nazionale dal 1980, è diventato Presidente della Costa d'Avorio dopo la morte di Félix Houphouët-Boigny il 7 dicembre 1993. Riconfermato capo dello Stato in occasione delle elezioni presidenziali del 1995, è stato destituito da un colpo di Stato militare la vigilia di Natale del 1999.
È stato presidente del Partito Democratico della Costa d'Avorio.
Nel novembre 2021, al termine del simposio PDCI, il suo partito politico, Henri Konan Bédié si è impegnato a nominare un consigliere speciale incaricato della riconciliazione. La sua scelta è caduta su Noël Akossi Bendjo, ex sindaco di Plateau e vicepresidente del partito.